# Elecciones municipales del Santa de 1989
Las elecciones municipales del Santa de 1989 se llevaron a cabo el 12 de noviembre de 1989 para elegir al alcalde y al Concejo Provincial del Santa para el periodo 1990-1992. La elección se celebró simultáneamente con elecciones municipales en todo el país.

## Sistema electoral
La Municipalidad Provincial del Santa es el órgano administrativo y de gobierno de la provincia del Santa. Está compuesta por el alcalde y el Concejo Provincial.
La votación del alcalde y el concejo se realiza en base al sufragio universal, que comprende a todos los ciudadanos nacionales mayores de dieciocho años, empadronados y residentes en la provincia del Santa y en pleno goce de sus derechos políticos, así como a los ciudadanos no nacionales residentes y empadronados en la provincia del Santa.
El Concejo Provincial del Santa está compuesto por 19 regidores elegidos por sufragio directo para un período de tres (3) años, en forma conjunta con la elección del alcalde (quien lo preside). La votación es por lista cerrada y bloqueada. Se asigna a la lista ganadora los escaños según el método d'Hondt o la mitad más uno, lo que más le favorezca.

## Composición del Concejo Provincial del Santa
La siguiente tabla muestra la composición del Concejo Provincial del Santa antes de las elecciones.
| Partidos | Partidos                  | Regidores |
| -------- | ------------------------- | --------- |
|          | Partido Aprista Peruano   | 11        |
|          | Izquierda Unida           | 5         |
|          | Partido Popular Cristiano | 3         |

## Partidos y candidatos
A continuación se muestra una lista de los principales partidos y alianzas electorales que participaron en las elecciones:
| Candidatura | Candidatura | Partidos y alianzas | Candidatos | Candidatos                 | Ideología                                                        | Resultado previo | Resultado previo | Ref. |
| Candidatura | Candidatura | Partidos y alianzas | Candidatos | Candidatos                 | Ideología                                                        | Votos (%)        | Reg.             | Ref. |
| ----------- | ----------- | --- | ---------- | -------------------------- | ---------------------------------------------------------------- | ---------------- | ---------------- | ---- |
|             | APRA        | Lista - Partido Aprista Peruano (APRA) |            | Alberto Alfaro Beltrán     | Aprismo                                                          | 56.48%           | 11               |      |
|             | IU          | Lista - Izquierda Unida (IU) – Unión de Izquierda Revolucionaria (UNIR) – Partido Unificado Mariateguista (PUM) – Partido Comunista Peruano (PCP) – Frente Obrero Campesino Estudiantil y Popular (FOCEP) |            | Sin información disponible | Marxismo-leninismo Mariateguismo Socialismo democrático          | 27.53%           | 5                |      |
|             | ASI         | Lista - Acuerdo Socialista de Izquierda (ASI) – Partido Socialista Revolucionario (PSR) – Partido Comunista Revolucionario (PCR) – Movimiento Socialista Peruano (MSP)                                    |            | Sin información disponible | Mariateguismo Socialismo democrático                             | 27.53%           | 5                |      |
|             | FREDEMO     | Lista - Frente Democrático (FREDEMO) – Acción Popular (AP) – Movimiento Libertad (Libertad) – Partido Popular Cristiano (PPC)                                                                             |            | Sin información disponible | Liberalismo económico Humanismo cristiano Conservadurismo social | 15.21%           | 3                |      |
|             | IND         | Lista - Lista Independiente N° 3 |            | Sin información disponible | Localismo santeño                                                | Nuevo            | Nuevo            |      |
|             | IND         | Lista - Lista Independiente N° 5 |            | Sin información disponible | Localismo santeño                                                | Nuevo            | Nuevo            |      |
|             | IND         | Lista - Lista Independiente N° 7 |            | Sin información disponible | Localismo santeño                                                | Nuevo            | Nuevo            |      |

## Resultados

### Sumario general
| |                                       |              |              |              |           |           |
| Partidos y coaliciones                                                                                      | Partidos y coaliciones                | Voto popular | Voto popular | Voto popular | Regidores | Regidores |
| Partidos y coaliciones                                                                                      | Partidos y coaliciones                | Votos        | %            | ±pp          | Total     | +/−       |
| | Partido Aprista Peruano (APRA)        | 66,062       | 57.62        | +1.14        | 13        | +2        |
| | Izquierda Unida (IU)                  | 19,675       | 17.16        | –10.37       | 3         | –2        |
| | Frente Democrático (FREDEMO)1         | 19,120       | 16.68        | +1.47        | 3         | ±0        |
| | Lista Independiente N° 3              | 3,635        | 3.17         | n/a          | 0         | ±0        |
| | Lista Independiente N° 7              | 3,436        | 3.00         | n/a          | 0         | ±0        |
| | Lista Independiente N° 5              | 1,590        | 1.39         | n/a          | 0         | ±0        |
| | Acuerdo Socialista de Izquierda (ASI) | 1,141        | 1.00         | Nuevo        | 0         | ±0        |
| |                                       |              |              |              |           |           |
| Total | Total                                 | 114,659      |              |              | 19        | ±0        |
| |                                       |              |              |              |           |           |
| Votos válidos                                                                                               | Votos válidos                         | 114,659      | 95.14        | +7.79        |           |           |
| Votos en blanco                                                                                             | Votos en blanco                       | 1,485        | 1.23         | –0.97        |           |           |
| Votos nulos                                                                                                 | Votos nulos                           | 4,366        | 3.62         | –6.83        |           |           |
| Votos emitidos                                                                                              | Votos emitidos                        | 120,510      | 72.56        | –11.17       |           |           |
| Abstenciones                                                                                                | Abstenciones                          | 45,568       | 27.44        | +11.17       |           |           |
| Votantes registrados                                                                                        | Votantes registrados                  | 166,078      |              |              |           |           |
| |                                       |              |              |              |           |           |
| Fuente: |                                       |              |              |              |           |           |
| Notas al pie: 1 Comparado con los resultados del Partido Popular Cristiano (PPC) en las elecciones de 1986. |                                       |              |              |              |           |           |
| Notas al pie:                                                                                               |                                       |              |              |              |           |           |
| 1 Comparado con los resultados del Partido Popular Cristiano (PPC) en las elecciones de 1986.               |                                       |              |              |              |           |           |

## Elecciones municipales distritales

### Resultados por distrito
La siguiente tabla enumera el control de los distritos de la provincia del Santa. El cambio de mando de una organización política se resalta del color de ese partido.
| Distrito         | Alcalde(sa) titular                                           | Partido político                                              | Partido político                                              | Alcalde(sa) electo(a)                          | Partido político                               | Partido político                               |
| ---------------- | ------------------------------------------------------------- | ------------------------------------------------------------- | ------------------------------------------------------------- | ---------------------------------------------- | ---------------------------------------------- | ---------------------------------------------- |
| Cáceres del Perú | Wilfredo Gambini Escudero                                     |                                                               | Partido Aprista Peruano                                       | Wilfredo Gambini Escudero                      |                                                | Partido Aprista Peruano                        |
| Coishco          | Creación del distrito (Ley N° 24959, 13 de diciembre de 1988) | Creación del distrito (Ley N° 24959, 13 de diciembre de 1988) | Creación del distrito (Ley N° 24959, 13 de diciembre de 1988) | Elecciones municipales complementarias de 1991 | Elecciones municipales complementarias de 1991 | Elecciones municipales complementarias de 1991 |
| Macate           | Fausto Cerna Rodríguez                                        |                                                               | Partido Aprista Peruano                                       | Marco Salinas Agurto                           |                                                | Frente Democrático                             |
| Moro             | Lorenzo Salazar Mejía                                         |                                                               | Partido Aprista Peruano                                       | Porfirio Villón Sotelo                         |                                                | Partido Aprista Peruano                        |
| Nepeña           | David Collantes Diestra                                       |                                                               | Partido Aprista Peruano                                       | Augusto Franklin Lazarte                       |                                                | Partido Aprista Peruano                        |
| Samanco          | Carlos Echevarria Macedo                                      |                                                               | Partido Aprista Peruano                                       | José Romero Urbina                             |                                                | Izquierda Unida                                |
| Santa            | Manuel Peralta Hurtado                                        |                                                               | Partido Aprista Peruano                                       | Eugenio Jara Acosta                            |                                                | Partido Aprista Peruano                        |